# 中華基督教會香港區會
中華基督教會香港區會（The Hong Kong Council of the Church of Christ in China，簡稱HKCCCC）是香港的基督教新教教會，總部位於九龍太子道西191號馬禮遜紀念會所內。區會除安排堂會舉行崇拜外，還有開設中學、小學和幼稚園。區會現為香港基督教協進會、世界傳道會及普世教會協會的成員。

## 歷任主席
- 梁小初 先生[1]
- 馬志民 先生

## 歷史沿革
中華基督教會之創會可追溯自1918年。當時長老會總會在南京開會。由於五四運動後中國民族主義意識高漲，甚至有人懷疑基督教是帝國主義文化侵略工具，其後更有「非基督教學生同盟」組織，教會面臨挑戰，教會內有遠見之教會領袖都深感到教會必需本土化，否則無法洗脫被視為「洋教」之恥辱；教會必需自養、自治、自傳，否則基督教在中國無法得以紮根、傳揚。當時，長老會、倫敦會、公理會之代表們確信教會必需合一才能作有力見證，才可以有更理想更有效之發展，加以中國當時正處身內憂外患之困境，教會必需攜手合作，才能對中國有所貢獻。
「中華基督教會香港區會」之前身是隸屬中華基督教會全國總會的「廣東協會第六區會」。
1949年，由於當時中國政局變動，香港之「中華基督教會廣東協會第六區會」因環境關係，與廣東協會無法聯繫，為求名實相符，乃於1952年改組稱為「中華基督教會香港區會」，行政組織完全獨立，組織上為「區會」、「堂會」兩級制，成員則包括原屬第六區會在香港島、九龍、新界及澳門之堂會、學校、機構及具有共同背景之若干新成立之堂會。1974年完全自養。並修訂憲章。更於1980年正式宣佈為「自治、自養、自傳」之三自教會。在這一段時期裏，陸續參與並成為普世教會協會、亞洲基督教協會及香港基督教協進會的會員。

## 事工

### 堂會發展
截至2003年10月，中華基督教會香港於香港及澳門共有61堂會（包括粵語、普通話、閩南語、海南語及潮語堂會）；共計有牧師60位，宣教師91位，教友約30,000人。

### 社會服務
自1999年起，因應社會所需，區會設立了「社會服務部福利金」，以支援遇有經濟困難或失業的教友。此外，亦開設三所幼兒中心（其中一所是服務殘障及智障兒童），為所在社區提供幼兒及育嬰服務。在家庭事工方面，亦於1999年開辦家庭支援服務中心，提供各範圍的專業輔導、培訓課程及成長學習等；又於2003年與屯門堂合辦「家情軒」，為屯門社區提供支援家庭的服務。2002年9月開始，因應政府在全港小學推行「全方位學生輔導」計劃，為轄下部份小學，提供統籌、督導及支援小學社工的服務。另外，個別堂會亦有開辦幼兒園、青年中心及耆老中心。

### 合作事工
區會與國外教會機構一直保持合作伙伴關係，與國內教會亦時刻保持接觸與聯繫，互相交流、訪問和學習。至於與本港機構的合作，區會亦有派員出席有關機構會議。

### 支援事工
出版會訊《匯聲》、開設網頁等資訊網絡事工、進行專題研究工作及分別設立牧師和女宣教師退休之家等。

## 辦學的願景
「並肩培育豐盛生命，攜手見證基督大愛」。
- 使命宣言：我們願以基督愛心為動力，以人為本的信念，積極進取的態度；提供優質教育，啟發學生潛能，分享整全福音；培育學生成為良好公民、回饋社會、貢獻國家。
- 核心價值：「傳道服務、愛心關懷」；「有教無類、全人教育」；「積極進取、勇於承擔」。

截至2003年底，轄下共有中學（包括有關中學）27間、夜中學5間、小學30間及幼稚園3間；教師約共有2,500人，學生人數約達47,000人。而個別堂會亦有開辦中學1間、小學6間及幼稚園23間。

## 堂會

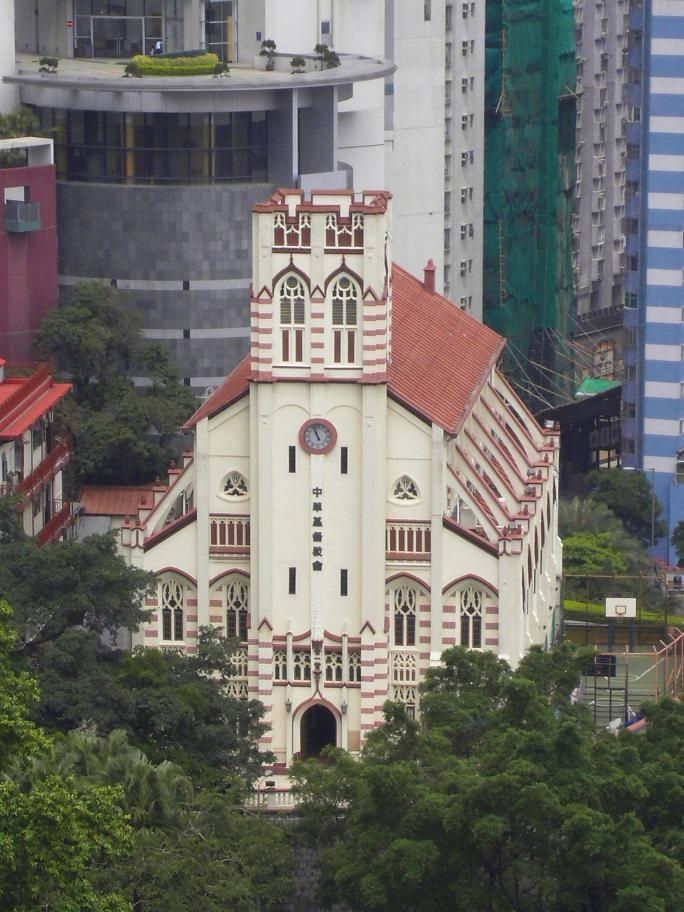
合一堂

| - 合一堂 - 合一堂香港堂 - 灣仔堂 - 公理堂 - 公理堂必列者士街堂 - 深愛堂 - 元朗堂 - 基元堂 - 聖光堂 - 全完堂 - 葵涌全完堂 - 志道堂（澳門） - 屯門堂 - 天愛堂 - 大埔堂 - 長洲堂 - 雅各堂（大澳） - 望覺堂 - 望覺協和堂 - 基灣堂 - 香港閩南堂 - 香港閩南堂北角堂 - 香港閩南堂香港仔堂 - 林馬堂 - 長老堂 | - 上水堂 - 主蔭堂 - 基新堂 - 梅窩堂 - 海南堂 - 國語堂 - 觀塘國語堂 - 合一堂九龍堂 - 基真堂 - 基磐堂 - 梁發紀念禮拜堂 - 錦江紀念禮拜堂 - 嶺東堂 - 基道堂 - 明道堂 - 油麻地基道堂 - 香港志道堂 - 基慈佈道所 - 鰂魚涌堂（页面存档备份，存于） - 基富堂 - 沙田堂 - 合一堂北角堂 - 合一堂港運城佈道所 - 傳恩堂 - 基道堂第三堂 | - 澳門海南堂 - 柴灣堂 - 小西灣堂 - 牛頭角堂 - 田景堂 - 青衣志道堂 - 青衣全完堂 - 基道旺角堂 - 廣福堂 - 基禾堂 - 基道大埔堂 - 合一堂馬鞍山堂 - 天約堂 - 龍門堂 - 基愛堂 - 協和堂 - 馬灣基慧堂 - 房角石堂 - 英華堂 - 紅磡基道堂 - 油塘梁發紀念禮拜堂 - 基華堂 - 富善懍遵堂 - 大角咀基全堂 - 基順愛的家 |  |

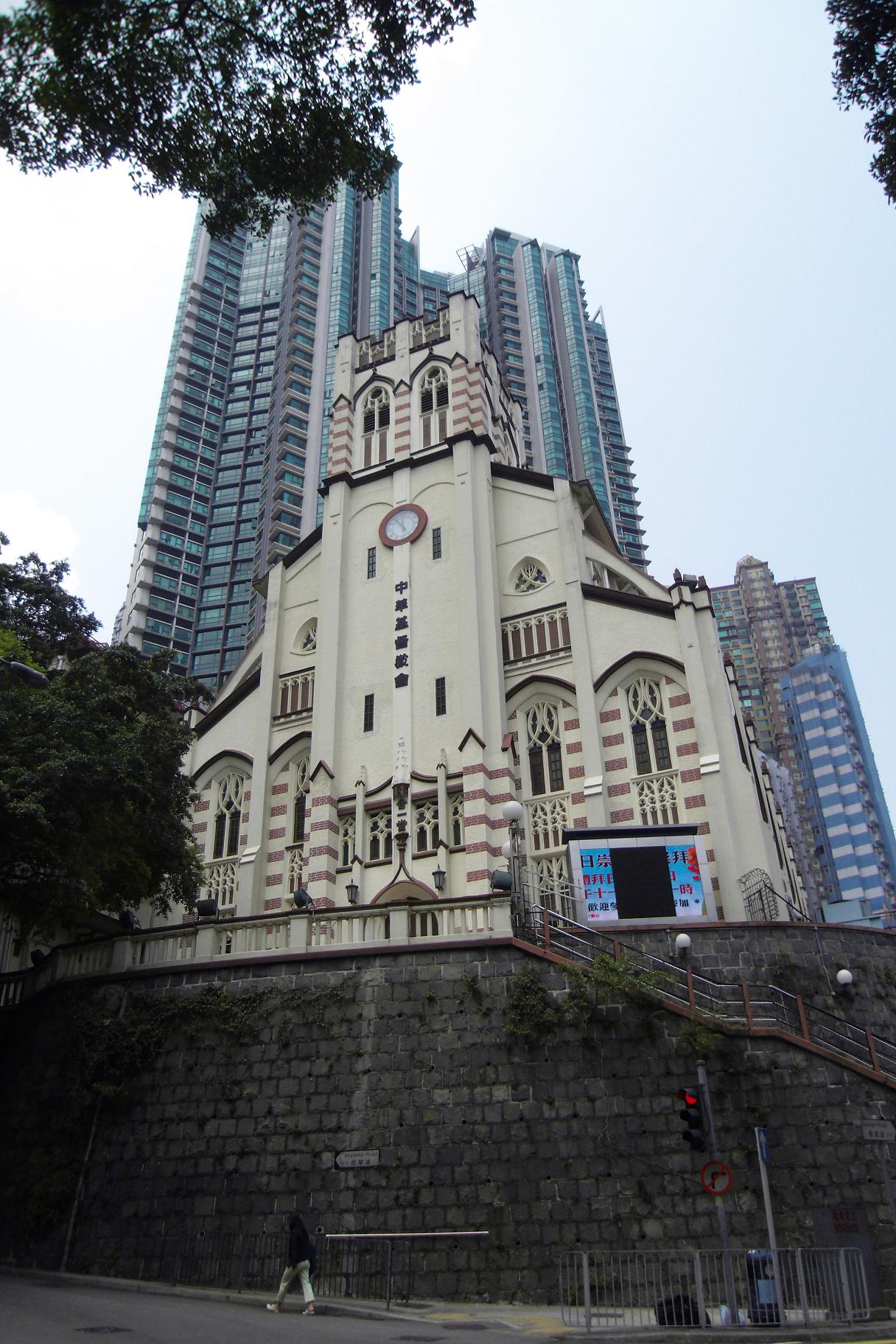
香港堂
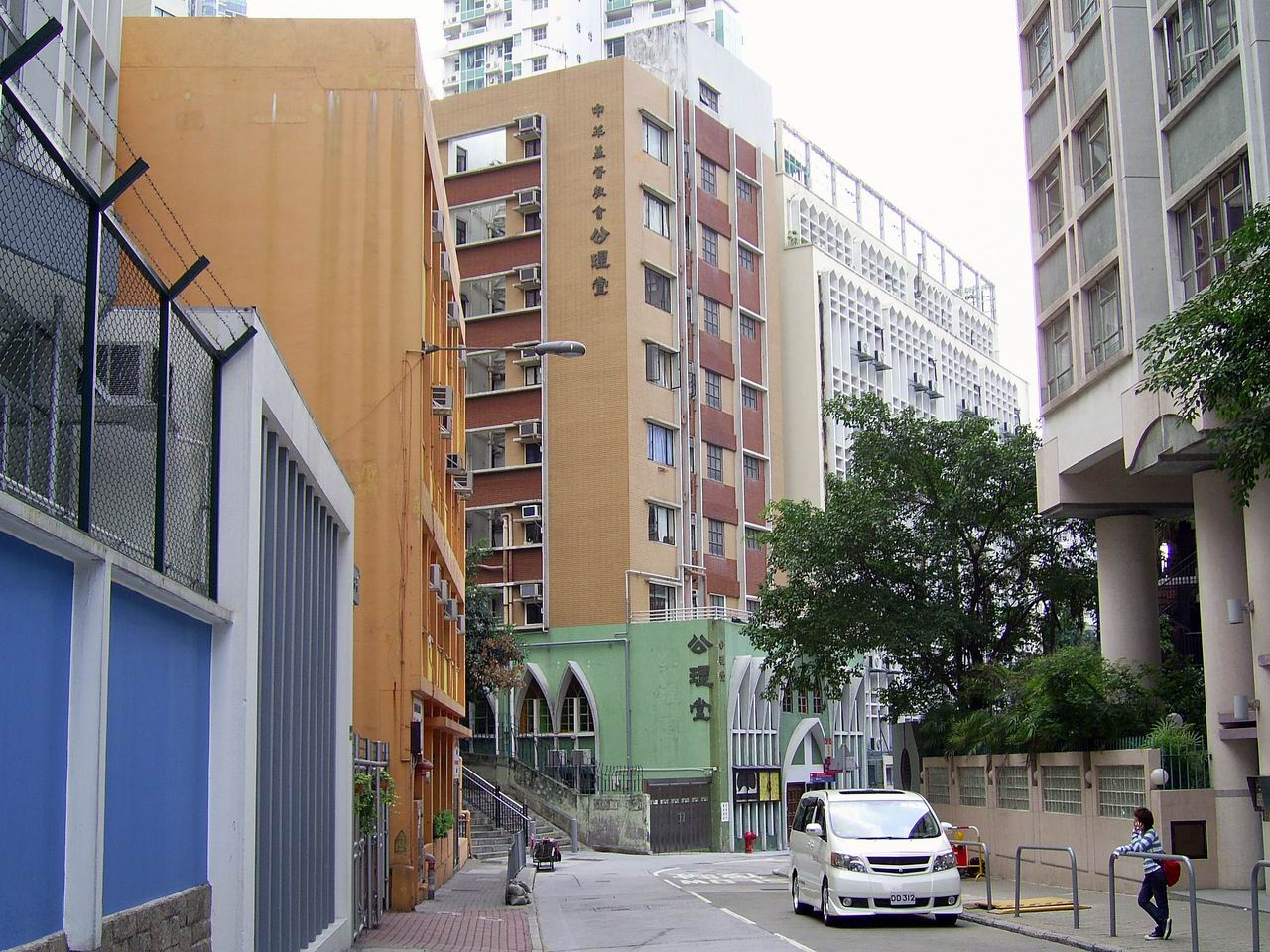
必列者士街公理堂大廈暨教會
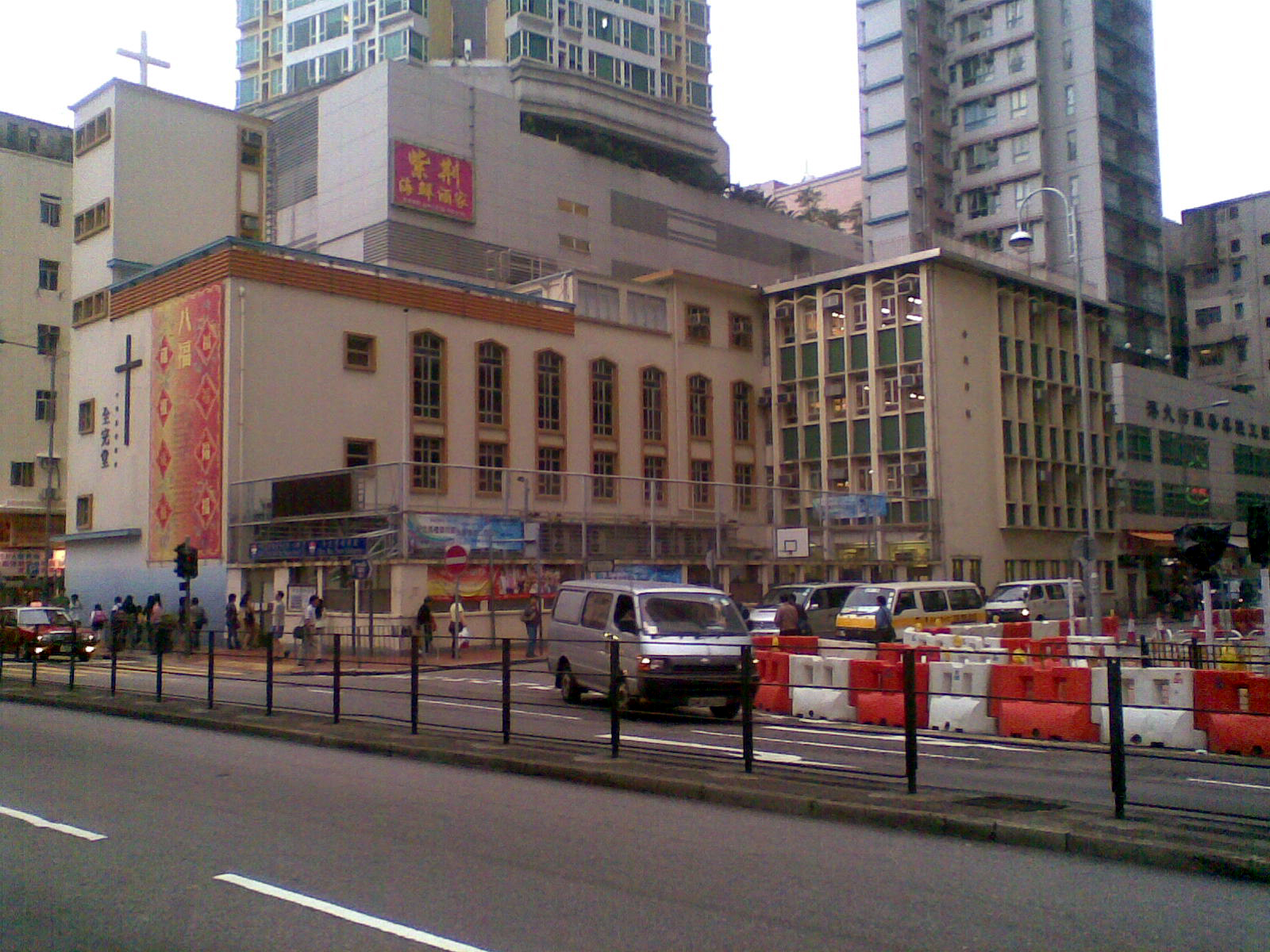
全完堂
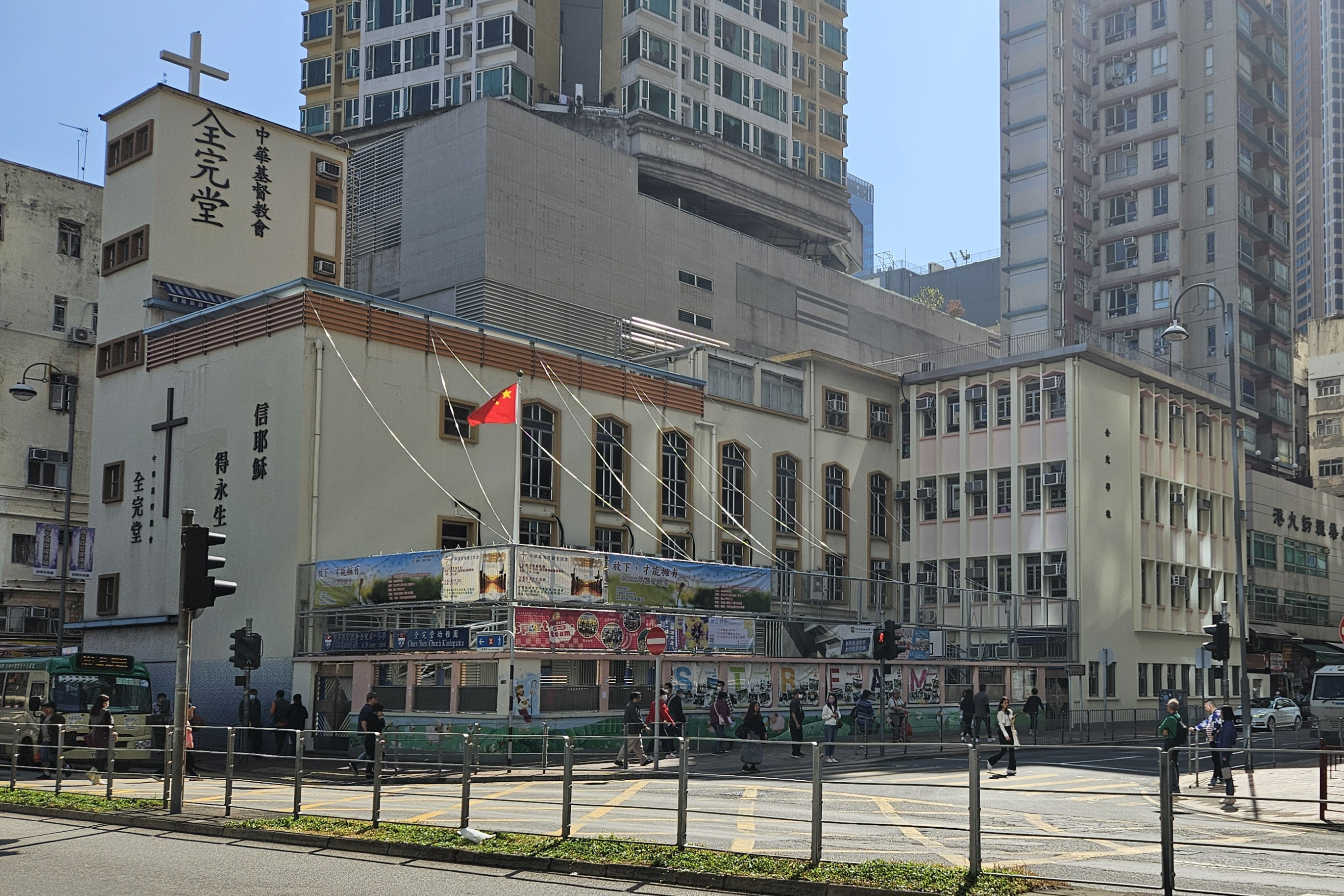
2024年1月的全完堂
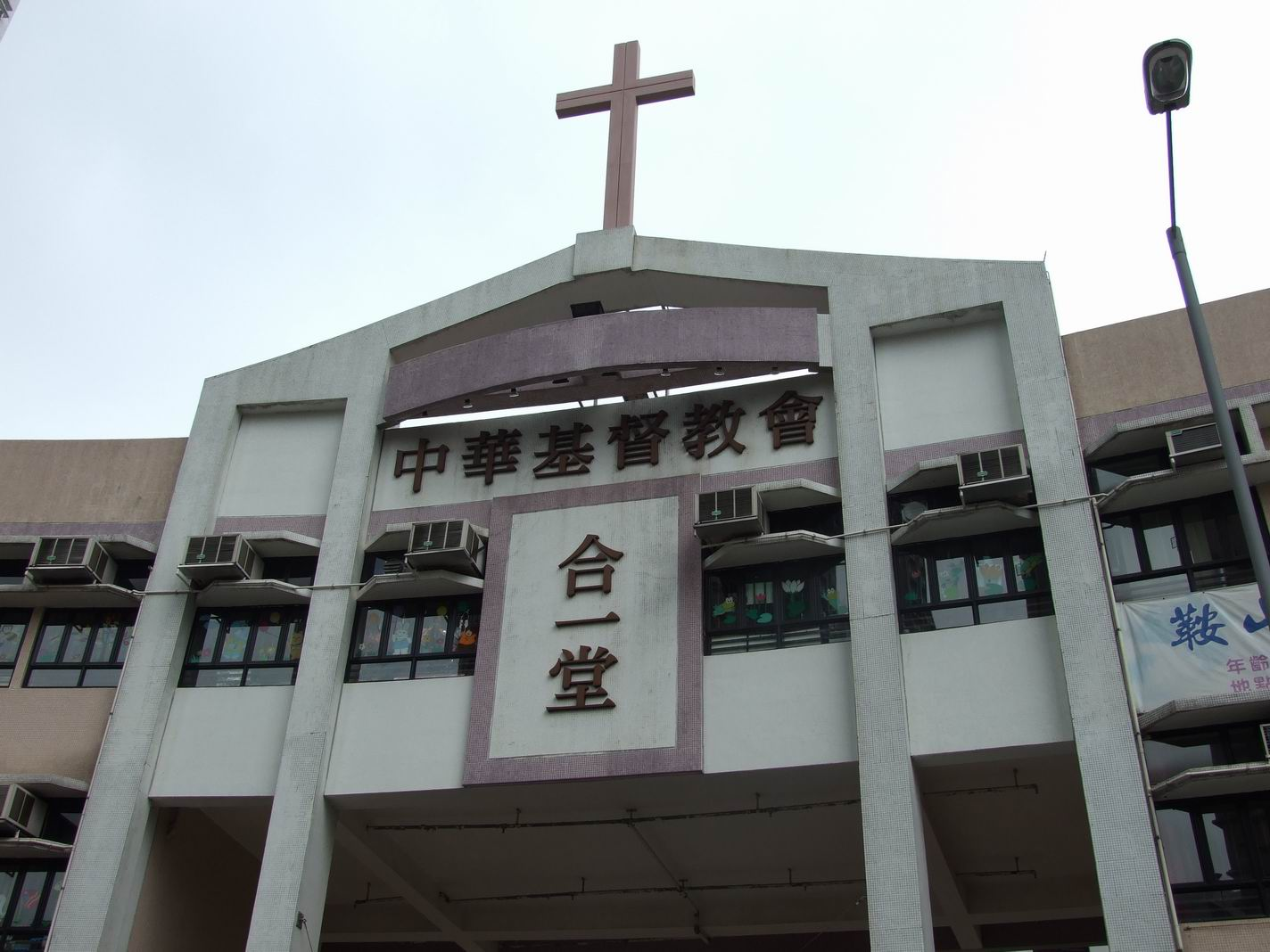
合一堂馬鞍山堂
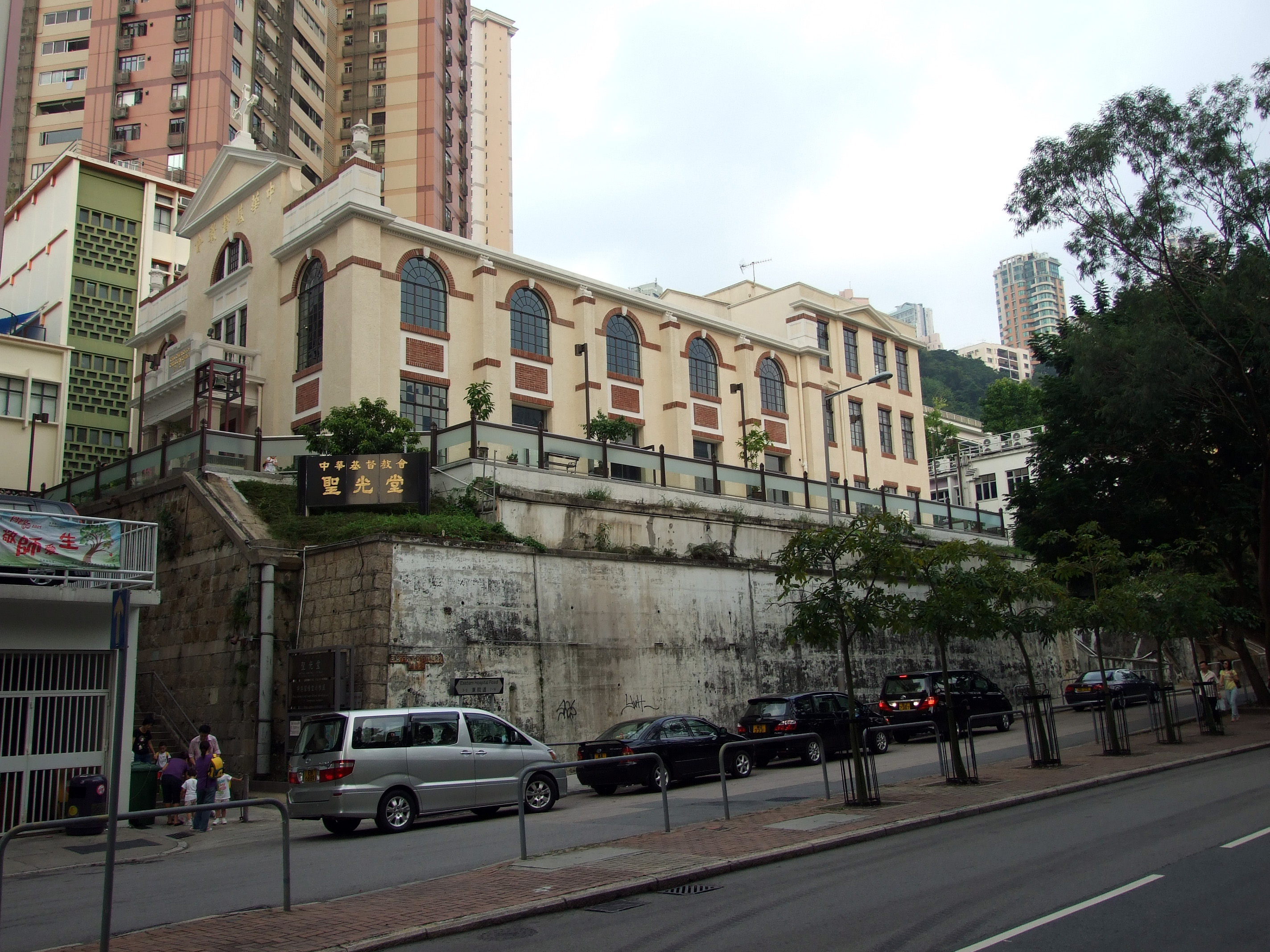
聖光堂
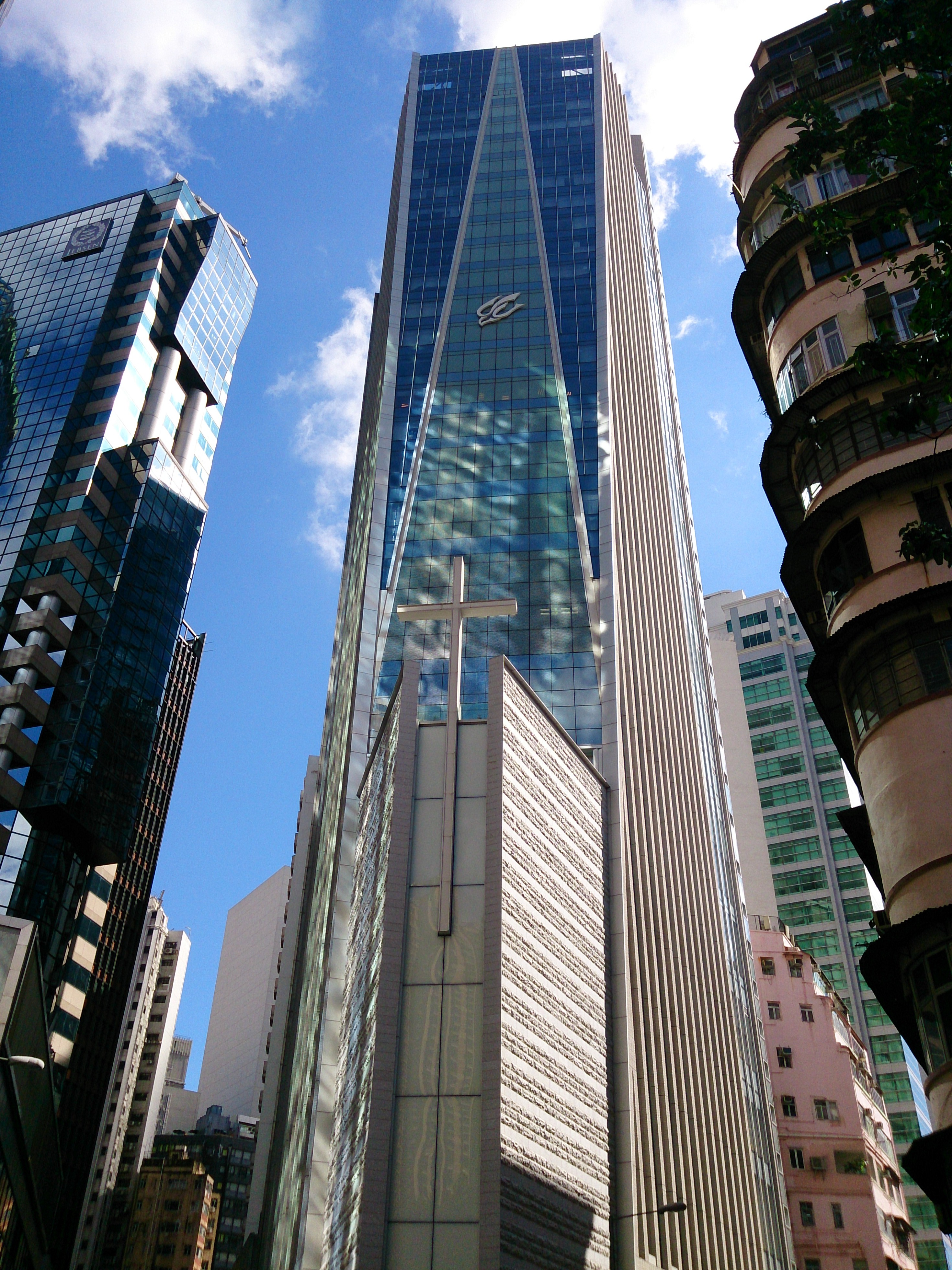
公理堂
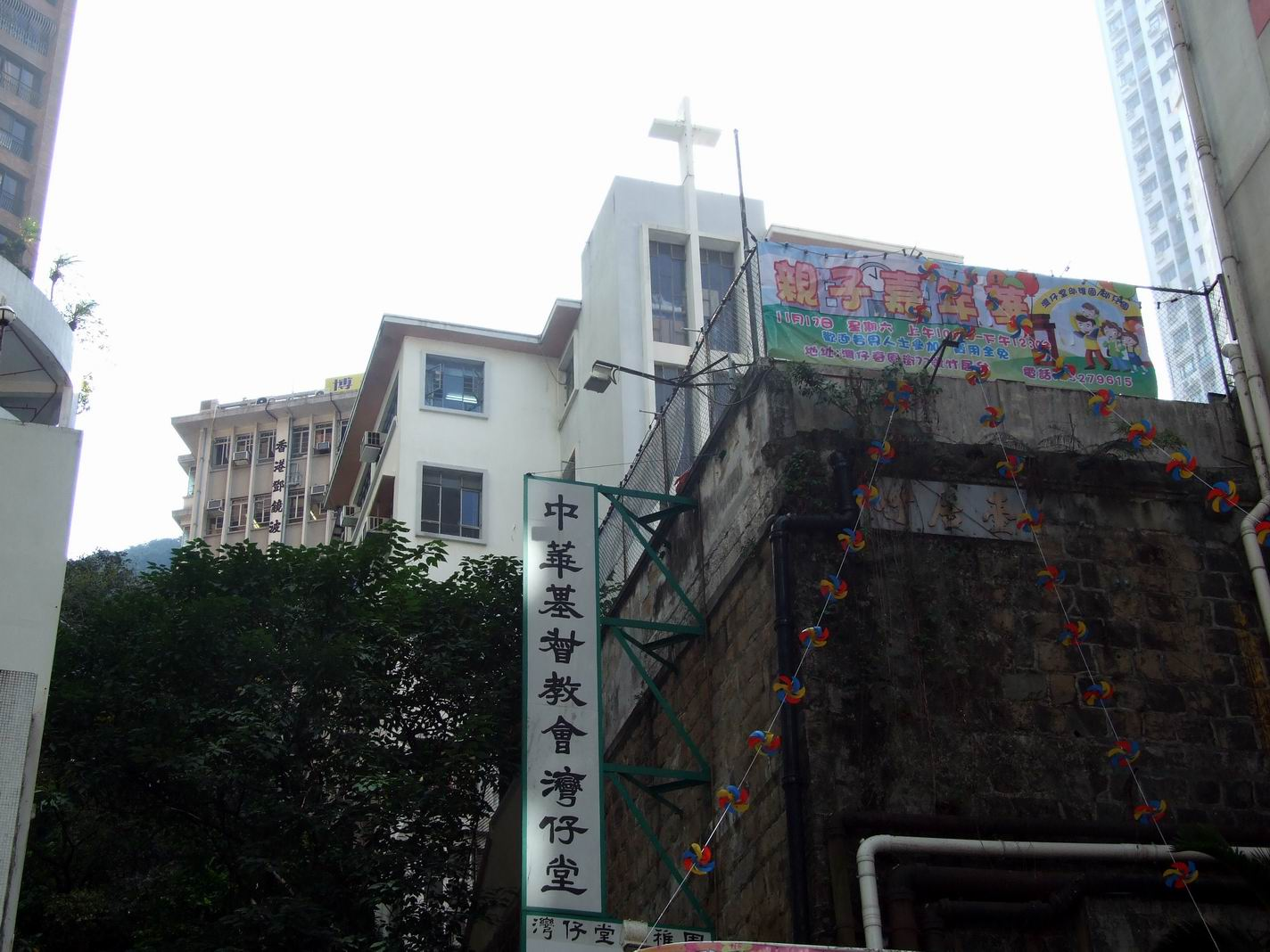
灣仔堂
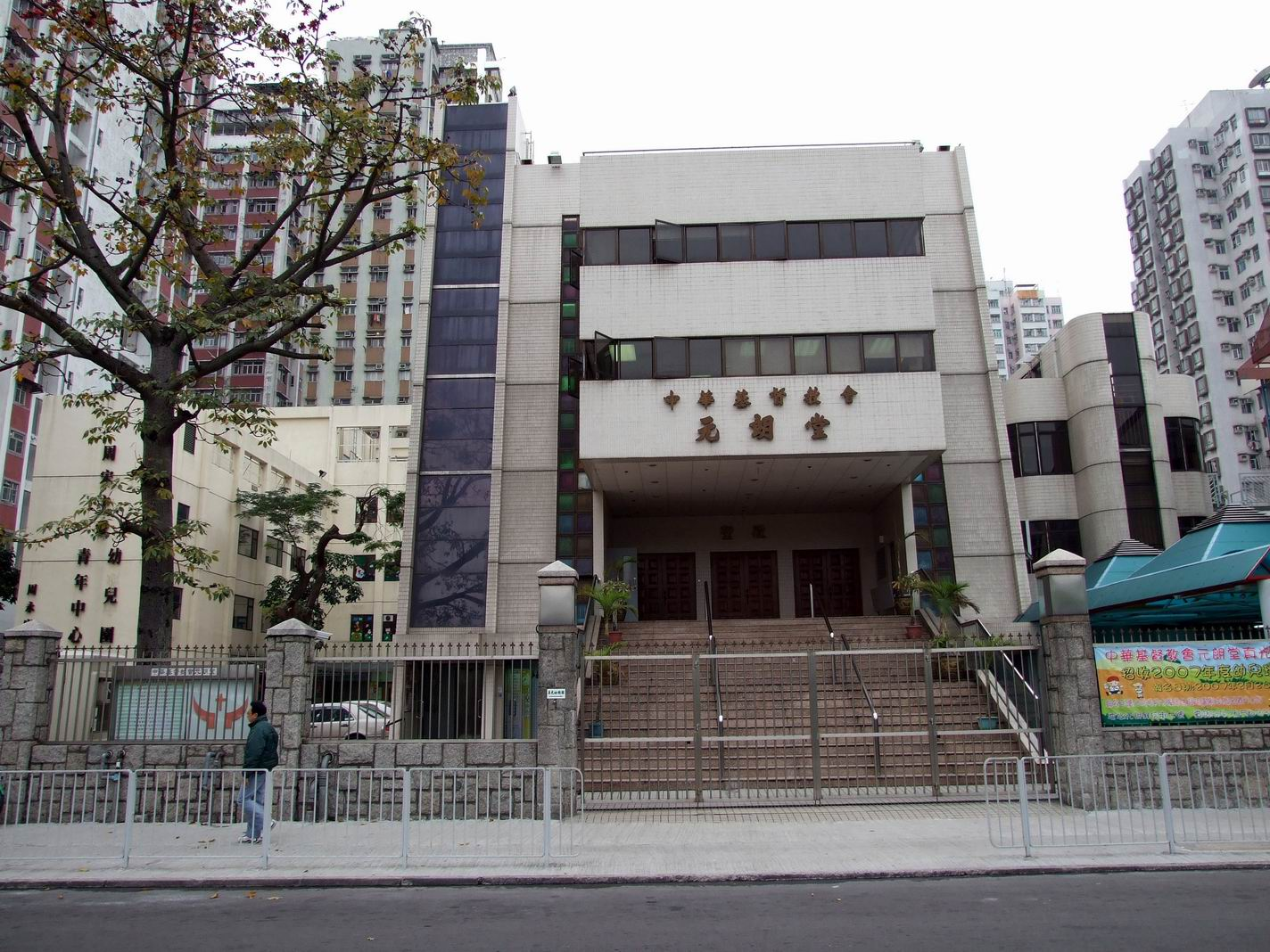
元朗堂
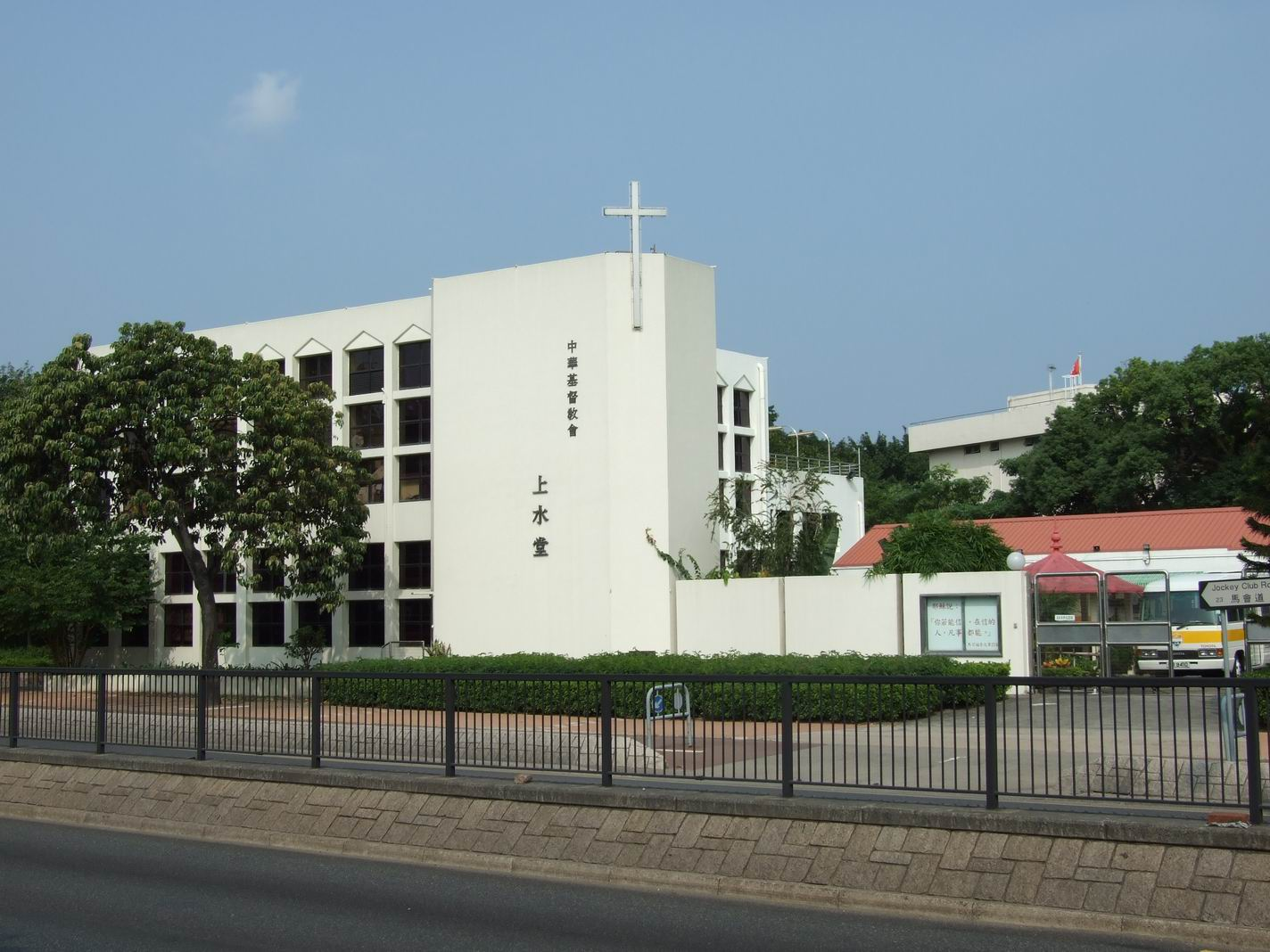
上水堂

備註：堂會次序主要按照成立的先後次序排列；另外，母堂所開設的子堂會按照子堂成立的先後次序排列。縮排的子堂是未經區會執行委員會按章確認成為自養堂或非自養堂的堂會。例如：最先成立的「合一堂」開設了「合一堂香港堂」、「合一堂九龍堂」、「合一堂北角堂」及「合一堂馬鞍山堂」幾間子堂，而「合一堂北角堂」又成立了一間未經區會執行委員會按章確認成為自養堂或非自養堂的堂會「合一堂港運城佈道所」。之後成立的「公理堂」又成立子堂「公理堂必列者士街堂」。如此類推。

## 學校列表
| 直屬中學 - 中華基督教會何福堂書院 - 中華基督教會基協中學 - 中華基督教會基智中學 - 中華基督教會銘賢書院 - 中華基督教會銘基書院 - 中華基督教會公理書院 - 中華基督教會全完中學 - 中華基督教會基新中學 - 中華基督教會協和書院 - 中華基督教會扶輪中學 - 中華基督教會蒙民偉書院 - 中華基督教會燕京書院 - 中華基督教會桂華山中學 - 中華基督教會基元中學 - 中華基督教會基朗中學 - 中華基督教會馮梁結紀念中學 - 中華基督教會譚李麗芬紀念中學 - 中華基督教會方潤華中學 - 中華基督教會基道中學 | 直屬小學 - 中華基督教會全完第一小學 - 中華基督教會元朗真光小學 - 中華基督教會拔臣小學 - 中華基督教會大澳小學 - 中華基督教會長洲堂錦江小學 - 中華基督教會協和小學（長沙灣） - 中華基督教會協和小學 - 中華基督教會全完第二小學 - 中華基督教會基真小學 - 中華基督教會基華小學 - 中華基督教會基華小學（九龍塘） - 中華基督教會基法小學 (油塘) - 中華基督教會基慈小學 - 中華基督教會基灣小學 - 中華基督教會基灣小學 (愛蝶灣) - 中華基督教會基全小學 - 中華基督教會何福堂小學 - 中華基督教會基法小學 - 中華基督教會基慧小學 - 中華基督教會基慧小學 (馬灣) - 中華基督教會蒙黃花沃紀念小學 | 有關中學 - 英華書院 - 英華女學校 - 真光女書院 - 九龍真光中學 - 培英中學 - 沙田培英中學 有關小學 - 中華基督教會灣仔堂基道小學辦學團體（中華基督教會灣仔堂） - 中華基督教會灣仔堂基道小學（九龍城）辦學團體（中華基督教會灣仔堂） - 英華小學 直屬特殊學校 - 中華基督教會基順學校 有關特殊學校 - 中華基督教會望覺堂啟愛學校辦學團體（中華基督教會望覺堂） 已停辦學校 - 中華基督教會基錫小學 - 中華基督教會基聯小學 - 中華基督教會基聖小學 - 中華基督教會基英小學 - 中華基督教會方潤華小學（前為「基秀小學」） - 中華基督教會基錫小學 - 中華基督教會基蔭小學 - 中華基督教會基恒小學 - 中華基督教會基浩小學 - 中華基督教會基理小學 - 中華基督教會基良小學 - 中華基督教會基覺小學（原名為「全完第三小學」） - 中華基督教會基正小學 - 中華基督教會念慈中學 | 直屬幼稚園 - 中華基督教會元朗堂周宋主愛幼兒園 - 中華基督教會元朗堂真光幼稚園二校 - 元朗堂真光幼稚園 - 朗屏邨真光幼稚園 - 中華基督教會屯門堂幼稚園二校 - 中華基督教會屯門堂幼稚園 - 中華基督教會屯門堂何福堂幼稚園 - 中華基督教會柴灣堂幼兒園 - 中華基督教會沙田堂博康幼稚園 - 中華基督教會望覺堂賢貞幼稚園 - 中華基督教會基真幼稚園 - 中華基督教會深愛堂幼稚園 - 中華基督教會協和幼稚園 - 中華基督教會灣仔堂幼稚園 - 中華基督教會福幼幼稚園 - 中華基督教會福幼第二幼稚園 - 中華基督教會全完幼稚園 - 中華基督教會香港志道堂基博幼稚園 - 中華基督教會基華幼稚園 - 中華基督教會基法幼稚園 - 中華基督教會長洲堂錦江幼稚園 |

備註：直屬學校及有關學校的分別：直屬學校是由區會直接開辦的學校，有關學校是由其他團體開辦，之後這些團體將交區會管理。直屬學校的校名全都由「中華基督教會」開頭。

## 外部連結
- 中華基督教會香港區會（页面存档备份，存于）
- 第1095章 《中華基督教會香港區會法團條例》Archive.today的存檔，存档日期2016-07-26
- Hong Kong Council of the Church of Christ in China 中華基督教會香港區會（页面存档备份，存于） 香港浸會大學圖書館 華人基督教文獻保存計劃